# Богучарський район
Богучарський район — адміністративна одиниця на південному сході Воронезької області Росії. Адміністративний центр — місто Богучар.
Площа району — 2170 км². Населення району — 38400 осіб (2010).
Район утворений у 1928 році.

## Географія
Найбільщі ріки — Дон, Богучарка.

## Адміністративний поділ
У межах Богучарського району розташовано 50 населених пунктів.
До складу Богучарського району входять:
- міське поселення Богучар
- Дяченківське сільське поселення (село Дяченково, село Терешково, село Полтавка, село Красногорівка, село Абросимово)
- Залиманське сільське поселення (хутір Галієвка, село Грушове, село Залиман)
- Липчанське сільське поселення (хутір Варварівка, село Липчанка, хутір Мар'ївка, село Шуринівка)
- Луговське сільське поселення (село Расківка, село Данцівка, хутір Краснодар, село Лугове)
- Медовське сільське поселення (поселення Южний, хутір Мальований, село Медово, село Каразієво, поселення Дубрава)
- Монастирщинське сільське поселення (село Монастирщина)
- Первомайське сільське поселення(інші мови) (хутір Батовка, село Лебединка, село Новонікольськ, село Плеснівка)
- Підколоднівське сільське поселення (село Журавка, село Старотолучеєво, село Підколоднівка)
- Поповське сільське поселення (село Попівка, село Вервеківка, село Куп'янка, село Лофицьке)
- Радченське сільське поселення (село Радченське, село Криниця, хутір Дядин, хутір Кравцово, село Травкіно)
- Суходонецьке сільське поселення (село Біла Гірка Перша, село Біла Гірка Друга, село Сухий Донець)
- Твердохлібівське сільське поселення (хутір Білий Колодязь, поселення Вишневий, село Дубовиково, село Твердохлібівка)
- Філоновське сільське поселення (село Свобода, хутір Перещепне, хутір Тихий Дон, село Філоново)

## Персоналії
- Тушкан Павло Федорович — член  Української Центральної Ради.